# Nicolò Fagioli
Nicolò Fagioli (Piacenza, 12 febbraio 2001) è un calciatore italiano, centrocampista della Fiorentina e della nazionale italiana.

## Caratteristiche tecniche
Di ruolo centrocampista, dispone di ottima tecnica e visione di gioco. Abile nei lanci lunghi, sa essere anche un buon recupera-palloni. Principalmente viene impiegato come regista davanti alla difesa, ma talvolta viene utilizzato come trequartista. Si distingue anche per la personalità con cui scende in campo.

## Carriera

### Club

#### Gli inizi, Juventus U23
Cresciuto nelle giovanili di Piacenza prima e Cremonese poi, nel 2015 approda nel vivaio della Juventus. Esordisce da professionista il 26 agosto 2018 con la Juventus U23, la seconda squadra bianconera, nel pareggio 2-2 con l'Albissola valevole per la Coppa Italia Serie C; il successivo 24 settembre debutta nel campionato di Serie C, nella sconfitta esterna per 4-0 contro la Carrarese. Nel corso della stagione rimane inquadrato nella squadra Primavera juventina e solo saltuariamente aggregato all'Under-23, senza maturare ulteriori apparizioni con quest'ultima: peraltro, nell'aprile 2019 è costretto a fermarsi temporaneamente dall'attività per correggere un'aritmia cardiaca benigna.
Rimane formalmente nei ranghi della Primavera anche per l'annata 2019-2020, in cui comunque aumenta il suo minutaggio con la seconda squadra di Fabio Pecchia; in particolar modo nel vittorioso percorso in Coppa Italia Serie C, giocando tra le altre da titolare la finale di Cesena contro la Ternana. Proprio Pecchia, in questa fase, si rivela importante nella crescita tattica di Fagioli, arretrandone il raggio d'azione dalla trequarti alla mediana. Con la stagione seguente viene promosso stabilmente nella rosa dell'Under-23, stavolta agli ordini di Lamberto Zauli: il 1º novembre 2020 trova il primo gol da professionista, quello del definitivo 1-1 nella gara casalinga di campionato contro il Lecco.
Frattanto, nell'estate 2018 era stato chiamato per la prima volta a far parte della rosa della prima squadra juventina, seppur ufficiosamente in occasione degli impegni precampionato; del 27 gennaio 2019 è la prima convocazione ufficiale, per la trasferta di Serie A contro la Lazio. Sempre più spesso aggregato nel corso dell'annata 2020-2021, sotto la guida di Andrea Pirlo, il 27 gennaio fa il suo esordio ufficiale con la Juventus e contestualmente in Coppa Italia, scendendo in campo da titolare nella vittoria interna per 4-0 contro la SPAL; il successivo 22 febbraio debutta in massima serie, sostituendo Rodrigo Bentancur nel corso del secondo tempo nella vittoria casalinga per 3-0 contro il Crotone. A fine stagione si fregia da comprimario dei successi in Coppa Italia e Supercoppa italiana.

#### Cremonese
Il 31 agosto 2021 torna in prestito alla Cremonese, in Serie B, ritrovandosi per la seconda volta in carriera agli ordini di Pecchia. Esordisce nel campionato cadetto il successivo 12 settembre, nel secondo tempo della partita contro il Cittadella, mentre sette giorni più tardi segna anche la sua prima rete, battendo l'ex compagno di squadra juventino Gianluigi Buffon, nel successo per 2-1 sul campo del Parma. Si guadagna subito un posto da titolare e nel corso della stagione emerge tra i protagonisti della promozione grigiorossa in Serie A, a 26 anni dalla precedente, e a cui il centrocampista contribuisce con tre reti.

#### Ritorno alla Juventus

##### L'arrivo in prima squadra
Nell'estate 2022 fa ritorno alla Juventus, stavolta inserito in pianta stabile nei ranghi della prima squadra di Massimiliano Allegri. Il 29 ottobre 2022 segna la sua prima rete in Serie A, decisiva nel successo esterno 0-1 contro il Lecce; si ripete il successivo 6 novembre, siglando il definitivo 2-0 per i suoi nel derby d'Italia contro l'Inter. Inizialmente relegato indietro nelle gerarchie del centrocampo bianconero, comincia a ritagliarsi maggiore spazio sul finire dell'anno solare, fino a imporsi stabilmente nell'undici titolare con la seconda parte di stagione.
La sua prima annata effettiva in prima squadra termina anzitempo il 18 maggio 2023 quando, durante la semifinale di ritorno di Europa League giocata sul campo del Siviglia, riporta la frattura della clavicola destra. Assurto comunque tra le maggiori rivelazioni della Serie A, nel giugno seguente viene premiato quale miglior Under 23 del campionato.

##### La squalifica e il ritorno in campo
La seconda stagione juventina di Fagioli s'interrompe nell'ottobre 2023, quando emerge il coinvolgimento del centrocampista in un giro di scommesse sportive illegali; nello specifico, su incontri organizzati da FIGC, UEFA e FIFA, proibiti ai calciatori professionisti. Autodenunciatosi presso la Procura Federale della FIGC sin dal precedente agosto, nelle settimane seguenti si dimostra collaborativo nelle indagini e disponibile a curarsi dalla ludopatia emersa, evitando per questo il deferimento e ottenendo un accordo con la Procura Federale: il 17 ottobre, il calciatore riceve una squalifica di 12 mesi, di cui sette effettivi e cinque commutati in altre prescrizioni, oltre a un'ammenda di 12 500 euro.
Torna a disposizione il 19 maggio 2024, in tempo per gli ultimi impegni di campionato. Rientra in campo il giorno seguente, subentrando nel corso del pareggio 3-3 sul campo del Bologna; il successivo 25 maggio gioca la sua prima partita da titolare dopo sette mesi, contribuendo al successo interno per 2-0 sul Monza.
Nella prima metà della stagione seguente, Fagioli paga il mancato feeling con il nuovo allenatore Thiago Motta, finendo ai margini delle rotazioni del centrocampo bianconero.

#### Fiorentina
Il 3 febbraio 2025 viene ceduto in prestito oneroso per 2,5 milioni di euro alla Fiorentina, in Serie A, con eventuale obbligo di riscatto. Esordisce in maglia viola sette giorni dopo, in campionato, subentrando a Matías Moreno nella sconfitta esterna per 2-1 contro l'Inter. Il 6 marzo segna la sua prima rete per i gigliati, nonché prima nelle competizioni confederali, siglando il momentaneo pareggio nella sconfitta per 3-2 sul campo del Panathīnaïkos, nell'andata degli ottavi di UEFA Conference League. Il 25 maggio trova il suo primo gol in campionato, nel successo per 3-2 sul terreno dell'Udinese: la vittoria vale la qualificazione dei viola alle coppe europee, facendo scattare l'obbligo di riscatto per Fagioli per ulteriori 13,5 milioni di euro.

### Nazionale
Dopo aver fatto diverse apparizioni tra le nazionali giovanili dell'Italia, il 23 settembre 2021 fa il suo esordio in Under-21, entrando nel quarto d'ora finale al posto di Nicolò Rovella nella gara contro i pari età lussemburghesi valida per le qualificazioni all'europeo Under-21 2023.
Il 24 gennaio 2022 viene chiamato per la prima volta in nazionale maggiore dal commissario tecnico Roberto Mancini, per uno stage in vista delle qualificazioni al campionato del mondo 2022. Il 10 novembre dello stesso anno riceve la sua prima convocazione ufficiale, in occasione del ciclo di amichevoli contro Albania e Austria: debutta sei giorni dopo a Tirana, nella vittoria 1-3 sui padroni di casa, subentrando nella ripresa.
Nel maggio del 2024 – quand'è tornato in campo da poche settimane, dopo la squalifica per le scommesse scontata in stagione – è fra i 30 preconvocati dal selezionatore Luciano Spalletti in vista del campionato d'Europa 2024; il successivo 6 giugno viene confermato nella lista definitiva dei 26. Nella fase finale in Germania è inizialmente relegato tra le seconde linee, deputato a riserva di Jorginho. Fa il suo debutto nella competizione il 24 giugno, subentrando sul finire del pareggio di Lipsia contro la Croazia (1-1), decisivo per il superamento della fase a gironi; cinque giorni, nella contingenza di una nazionale preda di prestazioni opache e di un Jorginho sottotono, viene lanciato titolare nella sconfitta di Berlino contro la Svizzera, che sancisce l'eliminazione italiana agli ottavi di finale.

## Statistiche

### Presenze e reti nei club
Statistiche aggiornate al 25 maggio 2025.
| Stagione            | Squadra             | Campionato          | Campionato | Campionato | Coppe nazionali | Coppe nazionali | Coppe nazionali | Coppe continentali | Coppe continentali | Coppe continentali | Altre coppe | Altre coppe | Altre coppe | Totale | Totale |
| Stagione            | Squadra             | Comp                | Pres       | Reti       | Comp            | Pres            | Reti            | Comp               | Pres               | Reti               | Comp        | Pres        | Reti        | Pres   | Reti   |
| ------------------- | ------------------- | ------------------- | ---------- | ---------- | --------------- | --------------- | --------------- | ------------------ | ------------------ | ------------------ | ----------- | ----------- | ----------- | ------ | ------ |
| 2018-2019           | Juventus U23        | C                   | 1          | 0          | CI-C            | 1               | 0               | -                  | -                  | -                  | -           | -           | -           | 2      | 0      |
| 2019-2020           | Juventus U23        | C                   | 5+1        | 0          | CI-C            | 4               | 0               | -                  | -                  | -                  | -           | -           | -           | 10     | 0      |
| 2020-2021           | Juventus U23        | C                   | 19+1       | 2+0        | -               | -               | -               | -                  | -                  | -                  | -           | -           | -           | 20     | 2      |
| Totale Juventus U23 | Totale Juventus U23 | Totale Juventus U23 | 25+2       | 2          |                 | 5               | 0               |                    | -                  | -                  |             | -           | -           | 32     | 2      |
| 2020-2021           | Juventus            | A                   | 1          | 0          | CI              | 1               | 0               | UCL                | 0                  | 0                  | SI          | 0           | 0           | 2      | 0      |
| 2021-2022           | Cremonese           | B                   | 33         | 3          | CI              | 0               | 0               | -                  | -                  | -                  | -           | -           | -           | 33     | 3      |
| 2022-2023           | Juventus            | A                   | 26         | 3          | CI              | 3               | 0               | UCL+UEL            | 2+6                | 0                  | -           | -           | -           | 37     | 3      |
| 2023-2024           | Juventus            | A                   | 8          | 0          | CI              | -               | -               | -                  | -                  | -                  | -           | -           | -           | 8      | 0      |
| 2024-feb. 2025      | Juventus            | A                   | 17         | 0          | CI              | 0               | 0               | UCL                | 4                  | 0                  | SI          | 1           | 0           | 22     | 0      |
| Totale Juventus     | Totale Juventus     | Totale Juventus     | 52         | 3          |                 | 4               | 0               |                    | 12                 | 0                  |             | 1           | 0           | 68     | 3      |
| feb.-giu. 2025      | Fiorentina          | A                   | 15         | 1          | CI              | 0               | 0               | UECL               | 6                  | 1                  | -           | -           | -           | 21     | 2      |
| 2025-2026           | Fiorentina          | A                   | -          | -          | CI              | -               | -               | UECL               | -                  | -                  | -           | -           | -           | -      | -      |
| Totale carriera     | Totale carriera     | Totale carriera     | 127        | 9          |                 | 9               | 0               |                    | 18                 | 1                  |             | 1           | 0           | 154    | 10     |

### Cronologia presenze e reti in nazionale
| Cronologia completa delle presenze e delle reti in nazionale ― Italia | Cronologia completa delle presenze e delle reti in nazionale ― Italia | Cronologia completa delle presenze e delle reti in nazionale ― Italia | Cronologia completa delle presenze e delle reti in nazionale ― Italia | Cronologia completa delle presenze e delle reti in nazionale ― Italia | Cronologia completa delle presenze e delle reti in nazionale ― Italia | Cronologia completa delle presenze e delle reti in nazionale ― Italia | Cronologia completa delle presenze e delle reti in nazionale ― Italia |
| Data                                                                  | Città                                                                 | In casa                                                               | Risultato                                                             | Ospiti                                                                | Competizione                                                          | Reti                                                                  | Note                                                                  |
| --------------------------------------------------------------------- | --------------------------------------------------------------------- | --------------------------------------------------------------------- | --------------------------------------------------------------------- | --------------------------------------------------------------------- | --------------------------------------------------------------------- | --------------------------------------------------------------------- | --------------------------------------------------------------------- |
| 16-11-2022                                                            | Tirana                                                                | Albania                                                               | 1 – 3                                                                 | Italia                                                                | Amichevole                                                            | -                                                                     | 77’                                                                   |
| 4-6-2024                                                              | Bologna                                                               | Italia                                                                | 0 – 0                                                                 | Turchia                                                               | Amichevole                                                            | -                                                                     | 62’                                                                   |
| 9-6-2024                                                              | Empoli                                                                | Italia                                                                | 1 – 0                                                                 | Bosnia ed Erzegovina                                                  | Amichevole                                                            | -                                                                     | 65’                                                                   |
| 24-6-2024                                                             | Lipsia                                                                | Croazia                                                               | 1 – 1                                                                 | Italia                                                                | Euro 2024 - 1º turno                                                  | -                                                                     | 81’ 90+6’                                                             |
| 29-6-2024                                                             | Berlino                                                               | Svizzera                                                              | 2 – 0                                                                 | Italia                                                                | Euro 2024 - Ottavi di finale                                          | -                                                                     | 86’                                                                   |
| 10-10-2024                                                            | Roma                                                                  | Italia                                                                | 2 – 2                                                                 | Belgio                                                                | UEFA Nations League 2024-2025 - 1º turno                              | -                                                                     | 71’                                                                   |
| 14-10-2024                                                            | Udine                                                                 | Italia                                                                | 4 – 1                                                                 | Israele                                                               | UEFA Nations League 2024-2025 - 1º turno                              | -                                                                     | 46’                                                                   |
| Totale                                                                |                                                                       | Presenze                                                              | 7                                                                     |                                                                       | Reti                                                                  | 0                                                                     |                                                                       |

| Cronologia completa delle presenze e delle reti in nazionale ― Italia under 21 | Cronologia completa delle presenze e delle reti in nazionale ― Italia under 21 | Cronologia completa delle presenze e delle reti in nazionale ― Italia under 21 | Cronologia completa delle presenze e delle reti in nazionale ― Italia under 21 | Cronologia completa delle presenze e delle reti in nazionale ― Italia under 21 | Cronologia completa delle presenze e delle reti in nazionale ― Italia under 21 | Cronologia completa delle presenze e delle reti in nazionale ― Italia under 21 | Cronologia completa delle presenze e delle reti in nazionale ― Italia under 21 |
| Data                                                                           | Città                                                                          | In casa                                                                        | Risultato                                                                      | Ospiti                                                                         | Competizione                                                                   | Reti                                                                           | Note                                                                           |
| ------------------------------------------------------------------------------ | ------------------------------------------------------------------------------ | ------------------------------------------------------------------------------ | ------------------------------------------------------------------------------ | ------------------------------------------------------------------------------ | ------------------------------------------------------------------------------ | ------------------------------------------------------------------------------ | ------------------------------------------------------------------------------ |
| 3-9-2021                                                                       | Empoli                                                                         | Italia under 21                                                                | 3 – 0                                                                          | Lussemburgo under 21                                                           | Qual. Europeo Under-21 2023                                                    | -                                                                              | 76’                                                                            |
| 16-11-2021                                                                     | Frosinone                                                                      | Italia under 21                                                                | 4 – 2                                                                          | Romania under 21                                                               | Amichevole                                                                     | -                                                                              | 63’                                                                            |
| 25-3-2022                                                                      | Podgorica                                                                      | Montenegro under 21                                                            | 1 – 1                                                                          | Italia under 21                                                                | Qual. Europeo Under-21 2023                                                    | -                                                                              | 63’                                                                            |
| 29-3-2022                                                                      | Trieste                                                                        | Italia under 21                                                                | 1 – 0                                                                          | Bosnia ed Erzegovina under 21                                                  | Qual. Europeo Under-21 2023                                                    | -                                                                              |                                                                                |
| 22-9-2022                                                                      | Pescara                                                                        | Italia under 21                                                                | 0 – 2                                                                          | Inghilterra under 21                                                           | Amichevole                                                                     | -                                                                              | 45’ 90’                                                                        |
| 26-9-2022                                                                      | Castel di Sangro                                                               | Italia under 21                                                                | 1 – 1                                                                          | Giappone under 21                                                              | Amichevole                                                                     | -                                                                              |                                                                                |
| 27-3-2023                                                                      | Reggio Calabria                                                                | Italia under 21                                                                | 3 – 1                                                                          | Ucraina under 21                                                               | Amichevole                                                                     | -                                                                              |                                                                                |
| Totale                                                                         |                                                                                | Presenze                                                                       | 7                                                                              |                                                                                | Reti                                                                           | 0                                                                              |                                                                                |

## Palmarès

### Club
- Coppa Italia Serie C: 1

Juventus U23: 2019-2020
- Supercoppa italiana: 1

Juventus: 2020
- Coppa Italia: 2

Juventus: 2020-2021, 2023-2024

### Individuale
- Premi Lega Serie A: 1

Miglior Under 23: 2022-2023